# Barnarps landskommun
Barnarps landskommun var en tidigare kommun i Jönköpings län.

## Administrativ historik
När 1862 års kommunalförordningar trädde i kraft den 1 januari 1863 inrättades i Sverige cirka 2 400 landskommuner samt 89 städer och ett mindre antal köpingar. Då inrättades i Barnarps socken i Tveta härad i Småland denna kommun.
Den 1 januari 1943 (enligt beslut den 27 mars 1942) överfördes till den nybildade Norrahammars köping ett område omfattande en areal av 4,53 km², varav allt land.
Vid kommunreformen 1952 uppgick den i Tenhults landskommun. När denna 1971 upplöstes övergick denna del till Jönköpings kommun.

### Kyrklig tillhörighet
Barnarps landskommun tillhörde i kyrkligt hänseende till Barnarps församling.

## Politik

### Mandatfördelning i Barnarps landskommun 1938-1946
|  | 18 | 3 |  | 2 |

| 25 |

| 12 | 1 | 7 |

| 18 |

| 11 | 8 | 1 |

| 18 |